# 傅科擺 (小說)
《傅科擺》（義大利語：Il pendolo di Foucault）是一本由意大利作家和哲學家翁貝托·埃可所寫的小說。本書在1988年出版。
《傅科擺》分為由十個質點（英語：Sefirot，希伯來語：‎）代表的十個段落。這本諷刺小說充滿了提及到卡巴拉、鍊金術和陰謀論的秘教，許多評論家和小說家例如安東尼·伯吉斯都認為本書需要一個索引。標題名的擺是指由法國物理學家萊昂·傅科所設計的一個實際鐘擺，用來證明地球自轉，而這在小說中具有象徵意義。有些人認為它指的是米歇爾·傅柯，他們注意到埃可與這名法國哲學家的友誼，但作者「明確地拒絕故意提到米歇爾·傅柯」，這被認為是他其中一個耐人尋味的文學笑話。

## 劇情

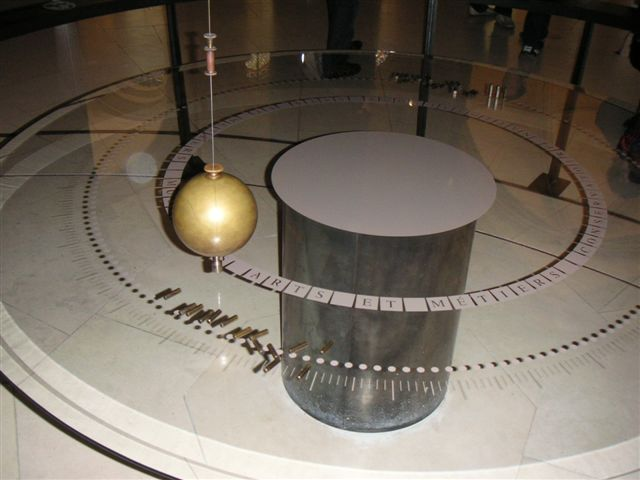
巴黎工藝美術博物館的傅科擺，在小說中扮演重要作用。

三名自費出版社的員工（Jacopo Belbo、Diotallevi和Casaubon）在閱讀過很多關於神秘學陰謀論的手稿後，創作了他們自己的陰謀論來玩樂。他們稱這個諷刺性的智力遊戲為「計畫」。三人越來越痴迷於「計畫」，有時還會忘記它只是一場遊戲。更糟糕的是，其他的陰謀論者聽說這個「計畫」並認真看待它。Belbo發現自己成為一個真正秘密組織的目標，而這個組織認為他擁有聖殿騎士團的失落寶藏的關鍵。

## 小說中的社團
以下是出現在《傅科擺》中的組織。它們包括阿拉穆特刺客、巴伐利亞光明會、波格米勒派、基督教卡巴拉、Candomblé、卡特里派、耶穌基督後期聖徒教會、錫安長老會、共濟會、靈知派、耶穌會、聖殿騎士團、主業會、東方神殿教、Panta Rei和玫瑰十字會。

## 與其他著作的比較
《傅科擺》曾經被稱為「思考型人的《達文西密碼》」。故事中引發起「計劃」的羊皮紙類似於丹·布朗小說中雷恩堡故事的羊皮紙，以及丹·布朗吸取靈感的《聖血與聖盃》（1982年）。埃可的小說早在《達文西密碼》現象之前出版已有十多年了，但兩部小說都涉及聖殿騎士團、複雜的陰謀、密碼，甚至是在巴黎古蹟的追逐。然而，從更為批判的角度來看，《傅科擺》是諷刺陰謀論和那些相信它們的人是毫無意義，而不是試圖擴散這種信念。
埃可曾被問到他是否讀過丹·布朗的小說；他回答：
我是被迫閱讀它，因為每個人都在問我這件事。我的回答是，丹·布朗是我的小說《傅科擺》中的其中一名人物角色，小說就是關於那些開始相信神秘事物的人。
問：但你自己似乎對小說中探索的卡巴拉、煉金術和其他神秘儀式感興趣。

不。在《傅科擺》中，我寫下了這類人物的奇怪荒謬表現。所以丹·布朗是我創造出來的傢伙之一。

## 外部連結
- Annotations at Umberto Eco Wiki （页面存档备份，存于） – A wiki guide to the novel.
- "Foucault pendulum video （页面存档备份，存于）" Foucault pendulum at the Musée des arts et métiers, Paris, France) (video clip)
- List of Eco's fiction with short introductions
- Foucault's Pendulum, reviewed by Ted Gioia （页面存档备份，存于） (The New Canon)